# 西海パールライン有料道路
西海パールライン有料道路（さいかいパールラインゆうりょうどうろ）は、長崎県佐世保市から西海市に至る全線約5.0kmの地域高規格道路である。国道202号である西彼杵道路の一部であり、全線が自動車専用道路として供用されている有料道路である。新西海橋を除けば全線が暫定2車線による対面通行供用。
普通車の通行料金は江上 - 小迎（全線）が200円、江上 - 針尾または針尾 - 小迎が100円である（2023年現在）。ETCは利用できない。

## 概要
- 起点：長崎県佐世保市江上町
- 終点：長崎県西海市西彼町小迎
- 全長：約5.0km
- 規格：第1種第3級
- 車線数：暫定2車線
- 設計速度：70km/h

## インターチェンジなど
- 江上IC（国道202号指方バイパス、長崎県道141号ハウステンボス線）
- 高畑PA
- 針尾IC/TB（国道202号）
- （新西海橋）
- 小迎IC（国道202号、国道206号小迎バイパス（西彼杵道路））

## 周辺
- ハウステンボス
- 針尾送信所
- 新西海橋
- 西海橋

## 交通量
長崎県道路公社
| 年度       | 一日平均台数 |
| ---------- | ------------ |
| 平成30年度 | 8,088        |
| 令和元年度 | 7,826        |